# Lac Muhazi

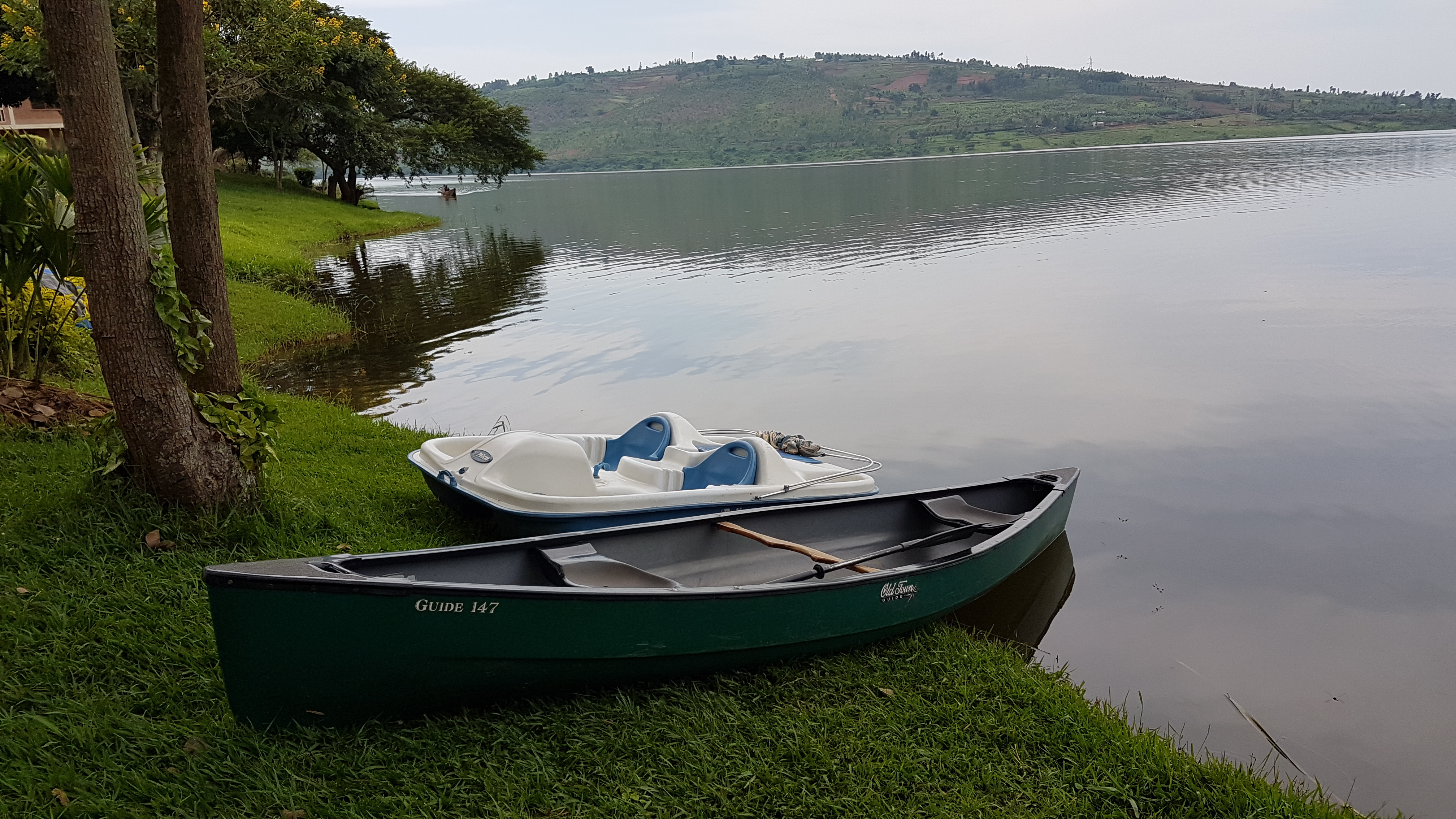
Loisirs nautiques sur le lac Muhazi.

Le lac Muhazi est un lac du Rwanda, situé dans la Province de l’Est, à une trentaine de kilomètres à l'Est de la capitale Kigali. 

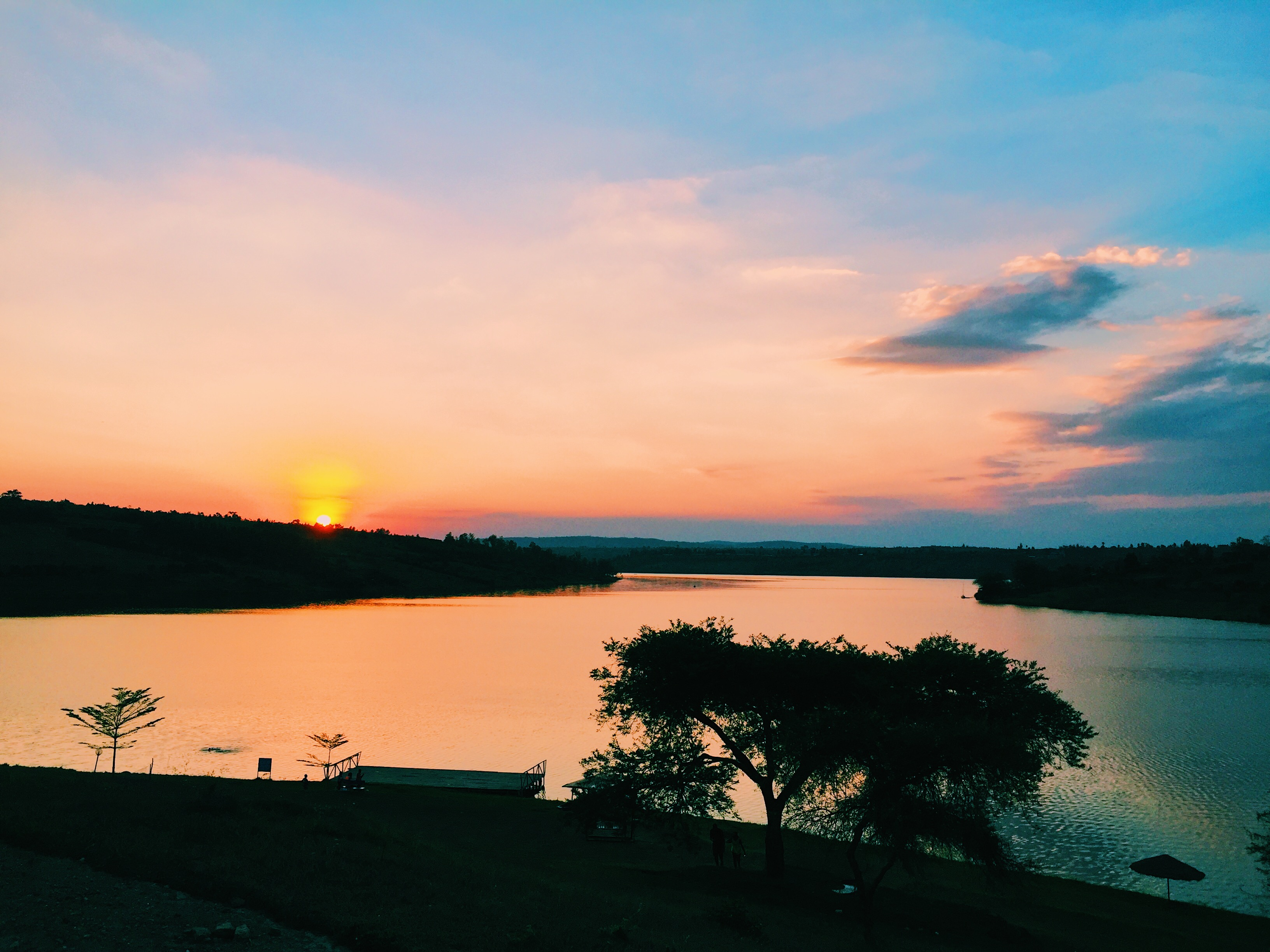
Coucher de soleil sur le lac Muhazi.

Les autres villes les plus proches sont Byumba à l'Ouest et Rwamagana au Sud.

## Faune et flore

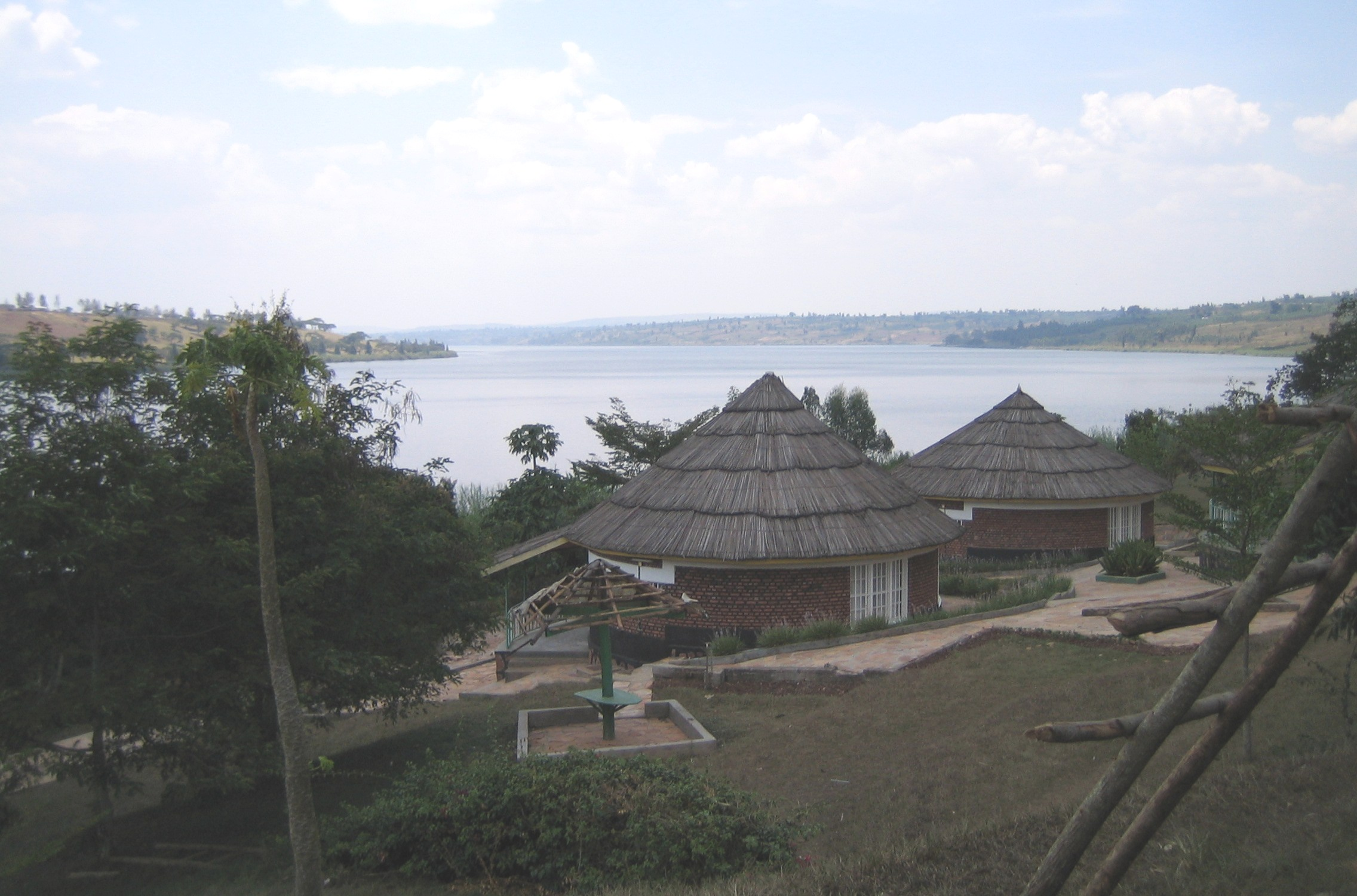
Le centre Seeds of Peace au bord du lac Muhazi

Le lac abrite une importante colonie de loutres à cou tacheté (Hydrictis maculicollis)